# Elecciones estatales del Estado de México de 2005
Las elecciones estatales del Estado de México de 2005 se llevaron a cabo el domingo 3 de julio de 2005, y en ellas se renovaron los siguientes cargos de elección popular en el Estado de México:
- Gobernador del Estado de México. Titular del Poder Ejecutivo del estado, electo para un periodo de seis años no reelegibles en ningún caso, el candidato electo fue Enrique Peña Nieto.

## Resultados electorales

### Gobernador
|  | 24.74 % |

|  | 47.59 % |

|  | 24.26 % |

|  | 3.23 % |

|  | 0.18 % |

|  | 100 % |